# Desmia
Desmia é um gênero de mariposa pertencente à família Crambidae.